# Logun Ede

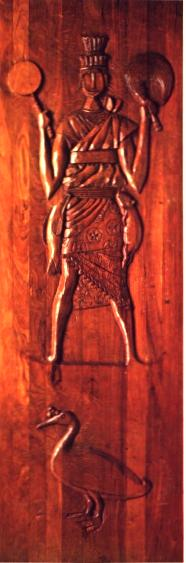
Logun Ede - Escultura de Carybé en madera, expuesta en el Museo Afrobrasileño, Salvador, Bahía, Brasil

Logun Ede, Pertenece al Panteón Yoruba como uno de los Orishas menores en la Religión yoruba.
Orisha hijo de Oshún y Oshosi con características de hermafrodita atendiendo a que seis meses del año es de característica femenina y seis meses del año es de característica masculino.
Cuando se presenta en su fase masculina habita en los bosques como su padre, cuando tiene características femeninas habita en los ríos o lagos de agua dulce y conserva los encantos de su madre.
Orisha conocido en la Santería cubana, además de su nombre como Laro o larooye, su adoración en Cuba ha disminuido considerablemente.
Se especuló durante muchos años que este orisha es el mismísimo Elegba laroye de Oshún, así también cuando a los antiguos olorishas se les preguntaba quién era Logun Ede, respondían: “Oshun ni”, es decir; “es la misma Ochun”, atestiguando con esto que Logun Ede sería entonces el aspecto o la compensación masculina de Oshun, ya que todos los orishas yoruba tienen su contraparte masculina-femenina. Viendo como ejemplo a Olokun-Yemayá, Obbatalá-Oduduwá, Shangó–Dadá, etc.
En Brasil, por el contrario es muy arraigada su cultura, específicamente en las localidades de Río y Bahía.

## Características
Nombres: Omo Alade (príncipe coronado) o Oba l’oge (aficionado al buen vestir)
Saludo: ¡Ea Ea Logun!
Colores: Azul y Amarillo
Día de la semana: jueves y sábado
Metal: Hierro y Oro

## Atributos
Capacete o casco de color celeste y amarillo
Collar que es de color azul y amarillo
Brazaletes que son de color amarillos
Ferramenta que es el arco y la flecha que sostiene en una mano y en la otra el abebé.

## Ofrendas
Comida: Maíz colorado cocinado en forma igual que Oshosì y en el centro se coloca el Omolokun de Oshún, adornado con un huevo.